# Nosterella
Nosterella es un género de arañas cazadoras de hormigas del orden Araneae. Fue descrito por Barbara Baehr y Rudy Jocqué en 2017.

## Especies
- N. cavicola Baehr y Jocqué, 2017
- N. christineae Baehr y Jocqué, 2017
- N. diabolica Baehr y Jocqué, 2017
- N. fitzgibboni Baehr y Jocqué, 2017
- N. nadgee (Jocqué, 1995)
- N. pollardi Baehr y Jocqué, 2017